# 刘东 (田径运动员)
刘东（1973年12月27日—）是中国退役中长跑运动员。以1分55秒54的成绩为现800米赛跑亚洲纪录保持者，该纪录是她赢得第七届中华人民共和国全国运动会时创下的。个人1500米赛跑最佳成绩是3分56秒31。她于1991年至1993年在辽宁省受训于著名教练马俊仁，曾涉入馬家軍興奮劑事件。
她和西班牙教练路易斯·米格尔·兰达结婚，现居西班牙。她参加了2014年的Cross della Vallagarina，得第15名。
在1993年第七届中华人民共和国全国运动会著名的1500米赛上，刘东领跑，曲云霞创下了维持了大约22年的世界纪录。4年后刘东在同一赛事中创下的个人最好成绩是有史以来的第15名。只有5个非中国女人曾跑得比她快，其他都是在这两场赛事中胜过她的中国女人。

## 国际赛事
| 年        | 賽事               | 舉辦城市     | 名次      | 項目      | 記錄       |
| 代表 中国 | 代表 中国          | 代表 中国    | 代表 中国 | 代表 中国 | 代表 中国  |
| --------- | ------------------ | ------------ | --------- | --------- | ---------- |
| 1992      | 世界青年田径锦标赛 | 韩国汉城     | 第一名    | 1500 m    | 4:05.14 CR |
| 1993      | 世界锦标赛         | 德国斯图加特 | 第一名    | 1500 m    | 4:00.50    |
| 1993      | 东亚运动会         | 中国上海     | 第二名    | 1500 m    | 4:07.25    |

## 荣誉和获奖
- 科研最高理事会第三十五届科学职业特别奖。“凭借他们的职业价值”，马德里，2015年。
- 世界文体交流节“作为文体世界形象”奖，北京，2016年。

## 外部連結
- 刘东在的頁面
- "Long distance training for women". Libros Cúpula